# Đình Tường Phiêu
Đình Tường Phiêu (tên gọi khác là Đình Cả) là một ngôi đình có vị trí nằm ở xã Tích Giang, huyện Phúc Thọ, thành phố Hà Nội. Ngôi đình này được Thủ tướng Chính phủ Việt Nam quyết định xếp hạng và công nhận là di tích quốc gia đặc biệt vào năm 2020. Với nhiều giá trị văn hóa, lịch sử và mỹ thuật, đình Tường Phiêu thường được xem là công trình kiến trúc mang tính biểu tượng của xứ Đoài.

## Vị trí địa lý
Đình Tường Phiêu có vị trí ở làng Tường Phiêu, xã Tích Giang, huyện Phúc Thọ, cách trung tâm thành phố Hà Nội 40 km về phía Tây.

## Lịch sử
Đình Tường Phiêu được khởi công xây dựng những năm 1430, và được tu bổ nhiều lần từ thế kỷ 17 đến thế kỷ 20. Hiện nay, đình Tường Phiêu thờ phụng 4 vị Thành hoàng làng là Ba vị đức Thánh Tản Viên và Quán Sơn Thành hoàng.
Đình Tường Phiêu toạ lạc ở vị trí trung tâm của làng. Ngôi đình này trước năm 1945 thuộc thôn Tường Phiêu, huyện Tùng Thiện, tỉnh Sơn Tây. Năm 1947, một số xã của tổng Tường Phiêu cùng với một số làng khác hợp thành xã Tích Giang, huyện Phúc Thọ.
Ngày 18 tháng 2 năm 2019, ngôi đình được tổ chức lễ đón nhận Bằng xếp hạng di tích quốc gia đặc biệt bởi Thủ tướng Chính phủ Việt Nam.

## Kiến trúc
Đình Tường Phiêu là một công trình kiến trúc cổ, có quy mô to lớn, có nhiều mảng phù điêu mang phong cách nghệ thuật thời Hậu Lê (khoảng thế kỉ 17 – 18). Đình xây dựng nhìn về hướng tây nam - hướng được chọn để nhìn ra núi Ba Vì - nơi có đền thờ Thánh Tản Viên. Ngay trước sân đình là đường làng, bên phải là chùa làng Cựu Linh tự, bên trái đường cũng là đường làng và đằng sau là khu dân cư. Đình Tường Phiêu được xây dựng theo hình chữ "nhất". Ban thờ Thành hoàng được bài trí ở gian giữa, trong phạm vi hai cột cái sau ra tới cột quân hoặc cột hiên.
Đình Tường Phiêu bao gồm các hạng mục: Nghi môn, sân, Đại bái - đồng thời cũng là Hậu cung. Nghi môn là một hạng mục công trình đã được tu sửa, gồm 2 trụ biểu, đế hình dáng thắt cổ bồng, thân trụ soi gờ kẻ chỉ và đắp nổi câu đối chữ Hán. Đỉnh trụ đắp tứ phượng chầu, bốn góc là bốn đầu rồng, đôi chụm vào nhau hướng lên cao. Nghệ thuật trang trí kiến trúc của ngôi đình được sử dụng nhiều thủ pháp như chạm nổi, chạm kênh. Họa tiết trang trí chủ yếu là long, ly, quy, phượng, đều liên quan tới biểu trưng của "điềm lành, thiên hạ thái bình".
Ngoài ra, đình Tường Phiêu là một nơi bảo tồn và lưu trữ một khối lượng hiện vật lâu đời như ngai thờ, bài vị, bát bửu, sắc phong..., có thể coi là báu vật hiếm có trong các di tích. Đáng chú ý là cửa võng gỗ thời Lê trung hưng thế kỷ 17 tại trước cửa gác lửng thờ Thành hoàng làng.
Giá trị kiến trúc nghệ thuật của ngôi đình được xem là tập trung chủ yếu vào toà Đại bái. Đại bái là một ngôi nhà ngang gồm 5 gian 2 dĩ. Nhìn tổng quan, Đại bái có chiều dài 20m, chiều dọc 13m. Trên bờ nóc đắp nổi lưỡng long chầu nguyệt. Đầu bờ nóc đắp nổi hai con kìm, bờ giải có từng cặp sấu, nghê đối xứng nhau. ở vị trí này có những con sấu được tạo thành bởi chất liệu sành nung mang rõ nét dấu ấn kiến trúc nghệ thuật thời Hậu Lê. Điều  khác biệt của ngôi đình này với các ngôi đình trong vùng còn thể hiện ở bờ nóc. Người xưa cho rằng bờ nóc của ngôi đình này như một con rồng lớn đang bay lên trời. Vì vậy, các nghệ nhân dân gian đã đắp cả đầu và đuôi rồng ở hai đầu bờ nóc. Đây là một hiện tượng kiến trúc đặc sắc mà về sau những công trình kiến trúc thời Nguyễn không còn giữ được.

## Lễ hội
Lễ hội Đình Tường Phiêu 1 năm có 4 lần kỳ lễ, riêng lễ hội Rằm tháng Giêng (tức ngày sinh của Tản Viên Sơn Thánh) là lễ hội lớn nhất trong năm kéo dài 3 ngày 14, 15, 16 tháng 1 âm lịch. Trong lễ hội đình Tường Phiêu ngày nay, nghi lễ rước Thánh, trong đó có "rước ban đêm" là phần thiêng liêng và rất đặc sắc ở đây. Các lễ tiết khác ở đình là ngày 14 tháng 5 âm lịch (lễ thánh tạ thế), ngày 15 tháng 8 âm lịch (lễ nhân ngày thánh được phong chức) và ngày 15 tháng Chạp (lễ tế tạ).

## Đánh giá
Các nhà nghiên cứu văn hóa cho rằng "Kiến trúc đình Tường Phiêu là một sáng tạo với nhiều đặc trưng nghệ thuật độc đáo, không gặp ở các ngôi đình khác". Ngôi đình cũng được xem là có giá trị nghệ thuật cao cùng kiến trúc độc đáo. Toàn bộ truyền thuyết về tam vị đức thánh Tản, các di vật trong đình là những tư liệu trong lĩnh vực nghiên cứu lịch sử, tìm hiểu về phong tục tập quán của vùng đất cổ xứ Đoài. Lễ hội đình Tường Phiêu là một trong số những lễ hội tiêu biểu của xứ Đoài, nơi lưu giữ nét văn hóa với nhiều nghi thức truyền thống lâu đời của cư dân nông nghiệp lúa nước.